# The Sound of Nightwish Reborn
The Sound of Nightwish Reborn je kompilace od finské kapely Nightwish.

## Seznam skladeb
1. „Eva“ [pre-Anette Olzon demo version] - 4:18
2. „Reach“ [pre-Anette Olzon demo version] - 3:57
3. „While your lips are still red“ [b-side] - 4:19
4. „The escapist“ [b-side] - 4:59
5. „The poet and the pendulum“ [pre-Anette Olzon demo version] - 13:45
6. „Bye bye beautiful“ [dj orkidea remix] - 12:07
7. „Meadows of heaven“ [orchestral version] - 7:13
8. „Amaranth“ [orchestral version] - 3:51
9. „The escapist“ [instrumental version] - 4:57